# Landschaftsschutzgebiet Talraum der Linnepe zwischen Erfthagen und Gut Schnellenhaus
Das Landschaftsschutzgebiet Talraum der Linnepe zwischen Erfthagen und Gut Schnellenhaus mit 14,4 ha Flächengröße liegt östlich von Sundern im Hochsauerlandkreis. Es wurde 1993 mit dem Landschaftsplan Sundern durch den Kreistag des Hochsauerlandkreises erstmals als Landschaftsschutzgebiet (LSG) mit einer Flächengröße von 12,22 ha ausgewiesen. Bei der Neuaufstellung des Landschaftsplanes Sundern wurde es als Landschaftsschutzgebiet vom Typ C, Wiesentäler und bedeutsames Extensivgrünland, erneut ausgewiesen.

## Beschreibung
Das LSG besteht aus zwei Teilflächen und umfasst Grünlandflächen im Talraum der Linnepe. Im westlichen Teil finden sich ein Auenkomplex und Ufergehölze am mäandrierenden Bachlauf, ufernah artenreiche Hochstaudenfluren und teilweise braches Feuchtgrünland.

## Schutzzweck
Die Ausweisung erfolgte zur Sicherung und Erhaltung der natürlichen Erholungseignung und der Leistungsfähigkeit des Naturhaushaltes gegenüber den vielfältigen zivilisatorischen Ansprüchen an Natur und Landschaft. Das LSG dient der Ergänzung bzw. Pufferzonenfunktion der strenger geschützten Teile dieses Plangebietes durch den Schutz ihrer Umgebung vor Einwirkungen, die den herausragenden Wert dieser Naturschutzgebiete und Schutzobjekte mindern könnten und Sicherung der Kohärenz und Umsetzung des europäischen Schutzgebietssystems Natura 2000.

## Rechtliche Vorschriften
Wie in den anderen Landschaftsschutzgebieten vom Typ C im Stadtgebiet besteht im LSG ein Verbot, Bauwerke zu errichten. Vom Verbot ausgenommen sind Bauvorhaben für Gartenbaubetriebe, Land- und Forstwirtschaft. Die Untere Naturschutzbehörde kann Ausnahme-Genehmigungen für Bauten aller Art erteilen. Wie in den anderen Landschaftsschutzgebieten vom Typ B in Sundern besteht im LSG ein Verbot der Erstaufforstung und Weihnachtsbaum-, Schmuckreisig- und Baumschul-Kulturen anzulegen. Grünland und Grünlandbrachen dürfen nicht in Acker oder andere Nutzungen umgewandelt werden.